# Dietrich Levin von Ilten
Dietrich Levin von Ilten (* 1690 in Bamberg; † 22. August 1751 in Schleusingen) war ein sachsen-meiningischer Geheimer Kriegsrat und Obrist sowie Besitzer von Freihöfen in Meiningen, Schleusingen und Sachsengrund.

## Leben
Er stammte aus dem niedersächsischen Adelsgeschlecht Ilten und war mit Eleonore Franziska verheiratet.
1747 kaufte er von der Witwe des königlich-polnischen und kurfürstlich-sächsischen Hof-, Regierungs- und Konsistorialrats Johann Christian Schmidt deren Freihof in Schleusingen am Ratscher Steig. Zuvor hatte er bereits im Jahre 1737 den Landsberger Hof in der Residenzstadt Meiningen erworben. Ferner kaufte er den sogenannten Rindermannshof im Sachsengrund.
Dietrich Levin von Ilten starb am 22. August 1751 in Schleusingen und wurde einen Tag später abends um 8 Uhr in der Gottesackerkirche in Schleusingen mit einem adligen Zeremoniell beigesetzt. Als Lehnserben hinterließ er drei Söhne. Diese einigten sich am 5. Oktober 1751 über die Verteilung des väterlichen Erbes. Der älteste Sohn, der Leutnant Christoph Friedrich Carl von Ilten, erhielt den sogenannten Hanwackerischen Freihof in der Vorstadt Schleusingen sowie den Rindermannshof. Der Sohn Wilhelm Heinrich Bernhard von Ilten ging 1752 nach Neumark in der Oberpfalz und der Sohn Julius Gottlieb von Ilten betätigte sich zeitweilig im dänischen Kriegsdienst. Aufgrund sich häufender Schulden musste der Hanwackerische Freihof 1757 meistbietend versteigert werden. Neben den Söhnen hatte er auch die Tochter Christiana Maria von Ilten.